# Баргенштет
Баргенштет (њем. Bargenstedt) општина је у њемачкој савезној држави Шлезвиг-Холштајн. Једно је од 115 општинских средишта округа Дитмаршен. Према процјени из 2010. у општини је живјело 908 становника. Посједује регионалну шифру (AGS) 1051004.

## Географски и демографски подаци
Баргенштет се налази у савезној држави Шлезвиг-Холштајн у округу Дитмаршен. Општина се налази на надморској висини од 12 метара. Површина општине износи 11,9 km². У самом мјесту је, према процјени из 2010. године, живјело 908 становника. Просјечна густина становништва износи 76 становника/km².